# Когут Наталія Петрівна
Наталія Петрівна Когут (нар. 4 червня 1988, м. Тернопіль) — українська спортсменка (велоспорт). Майстер спорту України (2005). Чемпіонка України (2006—2008), член збірної України з маунтинбайку (2006—2008). 
Закінчила Тернопільський національний економічний університет (нині - Західноукраїнський національний університет). 
Тренер — Богдан Сніжок.